# Narodím se zítra
Narodím se zítra je 3. díl 7. řady amerického animovaného seriálu Futurama. Ve Spojených státech měl premiéru 27. června 2012 na stanici Comedy Central a v Česku byl poprvé vysílán 15. srpna 2013 na Prima Cool.

## Děj
Richard Nixon oznámí svou opětovnou kandidaturu na prezidenta Země a všichni členové posádky Planet Expressu jej podpoří. Výjimkou je Leela, která je proti Nixonovi, a rozhodne se, že se bude angažovat na politické scéně, aby zabránila zvolení Nixona. Dostaví se na jednu z předvolebních prezidentských debat, kde ji zaujmou názory kandidáta senátora Traverse. Lidem se ale jeho názory nelíbí a začne tak svou kandidaturu vzdávat, ale Leela jej podpoří, stane se jeho volební manažerkou a Traversova popularita prudce vroste a podaří se mu vyhrát primární volby. Manažerem Nixona se ale stane Bender, který naopak dělá všechno proto, aby Nixon Traverse ve volbách porazil. Bender přijde s jeho celým jménem Chris Zaxxar Travers, což Nixonovi zní mimozemsky a rozhodne se tak rozšířit pomluvu, že je Travers mimozemšťan. Bender se jej na to zeptá na další debatě a uvede, že podle ústavy Země musí být prezident narozený na Zemi. Travers popře, že by byl mimozemšťan, ale lidé po něm chtějí ukázat jeho rodný list. Leela, Fry a Bender se vydají do nemocnice v Keni, najít Traversův rodný list a jednou pro vždy tím dokázat, že se skutečně narodil na Zemi. Leela najde jeho složku, ale nikoliv rodný list. Najednou se u nich objeví Travers a řekne jim, že se narodil na Zemi, ale zítra – byl vyslán z roku 3028, aby zabránil Nixonovu znovuzvolení, kvůli tomu, co způsobí. Kvůli postavení protimimozemskému plotu kolem Sluneční soustavy Země přišla o velkou část pracovní síly, což vedlo ke zhroucení ekonomiky a následně vzpouře robotů. Travers byl proto vyslán do minulosti, aby porazil Nixona ve volbách a změnil tím budoucnost k lepšímu. Leela se tedy rozhodne, odvysílat Traversův porod v přímém přenosu v televizi, aby lidé uvěřili, že je skutečně ze Země. Přímý přenos pomohl lidi přesvědčit, že je Travers ze Země. Následně byly vyhlášeny výsledky voleb prezidenta Země 3012, ve kterých nakonec Travers zvítězil. Traversovým zvolením však nastal časový paradox, neboť Nixon nebyl zvolen, ke vzpouře robotů nedošlo a Travers tak nikdy nebyl vyslán do minlosti a tím pádem opět vyhrál Nixon.

## Kritika
Zack Handlen z The A.V. Club dal dílu známku B+ a uvedl: „Díl je dobrou reakcí na nastalé zoufalství – pokud nemůžete zachránit svět, můžete se smát,“. „Myslím, že díl docela drží pohromadě. Zápletka o cestování v čase (časovém paradoxu) je logická, dává smysl a přitom jednoduchá.“
Max Nicholson z IGN díl okomentoval takto: „V tomto dílu určitě byly dobré okamžiky. Benderovo překvapivé spiknutí s Nixonem bylo také jednou z vtipných scének, zejména když se Bender pokoušel najít na Traverse nějakou špínu – tyto scény byly pravděpodobně nejzábavnější ze všech. V Keni bylo také několik skvělých gagů – z nějakého důvodu mě ta žirafa hozená skrz okno opravdu dostala. Pokud jde o politickou satiru, v tomto díle pociťuji nedostatek.“